# Крокетт (Техас)
Крокетт (англ. Crockett) — город в США, расположенный в восточной части штата Техас, административный центр округа Хьюстон. По данным переписи за 2010 год число жителей составляло 6950 человек, по оценке Бюро переписи США в 2015 году в городе проживало 6554 человека.

## История
Крокетт был основан при создании округа Хьюстон на земле, пожертвованной поселенцами из Теннесси. Город был назван в честь Дэви Крокетта — политика, путешественника и защитника Аламо, к тому же соседствовавшего в Теннесси с владельцами земли. Утверждалось, что Крокетт гостил на территории города в 1836 году по пути в Аламо. 29 декабря 1837 года был принят устав города, началось формирование органов местного управления.
В 1853 году началось издание газеты «Printer», а в 1857 вышло первое издание газеты «Argus». Во время гражданской войны город служил пунктом сбора и тренировочной базой сил Конфедерации. В 1865 году в Крокетте произошел сильный пожар, уничтоживший большую часть города, включая здание суда, где хранились все документы округа. В 1872 году в город была проведена железная дорога Houston and Great Northern Railroad. В 1886 году была открыта школа для чёрных девочек, позже ставшая юниорским колледжем Мэри Аллен. В 1904 году к югу от города началась добыча бурого угля. Примерно в то же время в регионе началось бурение нефтяных скважин, однако коммерческая добыча нефти началась только в 1934.

## География
Крокетт находится в центральной части округа, его координаты: 31°19′02″ с. ш. 95°27′24″ з. д..
Согласно данным бюро переписи США, площадь города составляет около 22,9 квадратных километров, практически полностью занятых сушей.

### Климат
Согласно классификации климатов Кёппена, в Крокетте преобладает влажный субтропический климат (Cfa).
| Показатель                    | Янв.  | Фев.  | Март | Апр. | Май  | Июнь | Июль | Авг. | Сен. | Окт. | Нояб. | Дек.  | Год   |
| ----------------------------- | ----- | ----- | ---- | ---- | ---- | ---- | ---- | ---- | ---- | ---- | ----- | ----- | ----- |
| Абсолютный максимум, °C       | 30    | 35    | 32,8 | 35   | 37,8 | 41,1 | 43,3 | 45,6 | 43,3 | 38,3 | 32,8  | 29,4  | 45,6  |
| Средний суточный максимум, °C | 15,1  | 17,1  | 21,2 | 25,2 | 29   | 32,7 | 34,7 | 35,1 | 32   | 27,1 | 20,9  | 16,1  | 25,5  |
| Средняя температура, °C       | 8,9   | 10,6  | 14,6 | 18,7 | 22,9 | 26,6 | 28,3 | 28,4 | 25,4 | 19,9 | 14,2  | 9,7   | 19    |
| Средний суточный минимум, °C  | 2,8   | 4,1   | 7,9  | 12,2 | 16,8 | 20,6 | 21,9 | 21,7 | 18,8 | 12,8 | 7,4   | 3,4   | 12,6  |
| Абсолютный минимум, °C        | −14,4 | −17,8 | −7,8 | −2,2 | 4,4  | 8,9  | 12,2 | 12,8 | 3,9  | −2,8 | −8,3  | −17,8 | −17,8 |
| Норма осадков, мм             | 95    | 86    | 85   | 106  | 124  | 96   | 71   | 67   | 87   | 93   | 105   | 106   | 1122  |
| Источник: weatherbase.com     |       |       |      |      |      |      |      |      |      |      |       |       |       |

## Население
Согласно переписи населения 2010 года в городе проживало 6950 человек, было 2644 домохозяйства и 1652 семьи. Расовый состав города: 46,6 % — белые, 43 % — афроамериканцы, 0,4 % — коренные жители США, 0,9 % — азиаты, 0,0 % (0 человек) — жители Гавайев или Океании, 7,7 % — другие расы, 1,4 % — две и более расы. Число испаноязычных жителей любых рас составило 16,2 %.
Из 2644 домохозяйств, в 34,2 % живут дети младше 18 лет. 62,5 % домохозяйств представляли собой совместно проживающие супружеские пары (28,5 % с детьми младше 18 лет), в 22,2 % домохозяйств женщины проживали без мужей, в 5 % домохозяйств мужчины проживали без жён, 37,5 % домохозяйств не являлись семьями. В 33,5 % домохозяйств проживал только один человек, 15,7 % составляли одинокие пожилые люди (старше 65 лет). Средний размер домохозяйства составлял 2,46 человека. Средний размер семьи — 3,16 человека.
Население города по возрастному диапазону распределилось следующим образом: 29,8 % — жители младше 20 лет, 23,6 % находятся в возрасте от 20 до 39, 28,2 % — от 40 до 64, 18,4 % — 65 лет и старше. Средний возраст составляет 37,2 года.
Согласно данным опросов пяти лет с 2011 по 2015 годы, средний доход домохозяйства в Крокетте составляет 23 106 долларов США в год, средний доход семьи — 28 827 долларов. Доход на душу населения в городе составляет 15 207 долларов. Около 31,7 % семей и 39,1 % населения находятся за чертой бедности. В том числе 62,7 % в возрасте до 18 лет и 19,3 % в возрасте 65 и старше.

## Местное управление

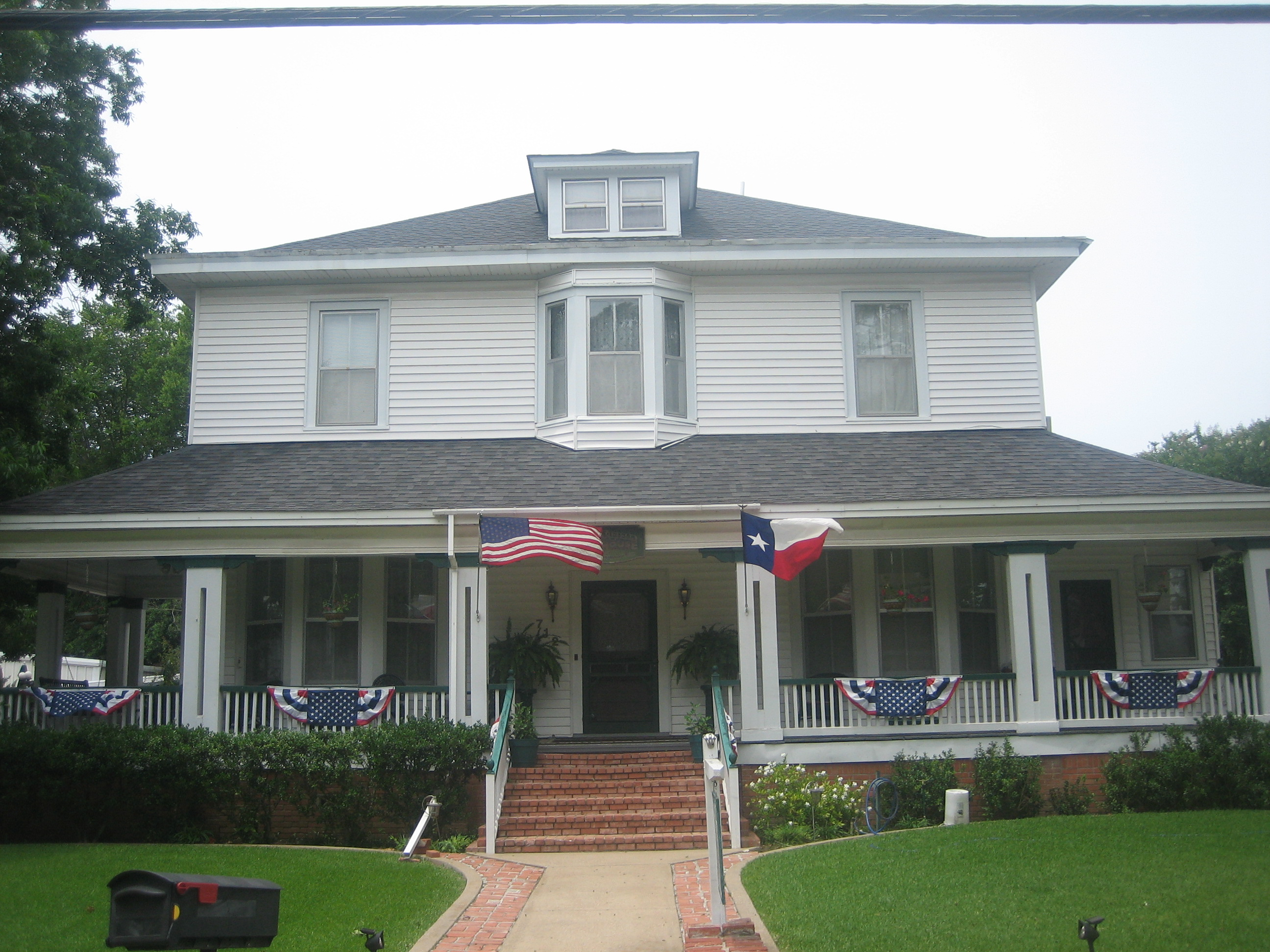
Дом-музей Монро-Кука в Крокетте

Управление городом осуществляется избираемыми мэром и городским советом, состоящим из пяти человек. Мэр избирается всем городом, а члены совета — по районам города, сроком на два года.

## Инфраструктура и транспорт
Через Крокетт проходят автомагистраль 287 США, а также автомагистрали штата Техас 7, 19, 21 и 304.
В городе располагается аэропорт округа Хьюстон. Аэропорт располагает одной взлётно-посадочной полосой длиной 1219 метров. Ближайшим аэропортом, выполняющим коммерческие пассажирские рейсы, является региональный аэропорт Тайлер-Паундс. Аэропорт находится примерно в 135 километрах к северу от Крокетта.

## Образование
Город обслуживается независимыми школьными округами Крокетт и Латексо.

## Экономика
Основной отраслью в Крокетте является сельское хозяйство. Также в городе и регионе производятся мебель, пластики, химикаты и одежда.
Согласно ежегодному финансовому отчёту города за 2016—2017 год, Крокетт владел активами на $14,71 млн, долговые обязательства города составляли $3,95 млн. Доходы города за отчётный год составили $5,1 млн, а расходы — $4,94 млн.

## Отдых и развлечения
Ежегодно в июне городе проходит фестиваль Фиддлерс, а в июле — родео.
В 1854 году в городе поселился внучатый племянник Президента США Джеймса Монро. Он построил дом, в котором пространство между внешними и внутренними стенами было проложено кирпичом В 1911 году дом был выкуплен Джорджем Круком, а сейчас в нём работает музей.